# Жовтецеві
Жовтеце́ві (Ranunculaceae) — родина квіткових рослин. Латинська назва роду rānunculus у перекладі означає «жабеня», від rāna — «жаба».
Родина містить роди аконіт, анемона, дельфіній, жовтець, ломиніс, сокирки, сон, чемерник та ін.
Система APG II (2003) (як і система APG I (1998)) також визнає цю родину і розміщує її в порядку жовтецевоцвіті (Ranunculales), серед евдикотів. Родина складається з 50-65 родів, за оцінками з близько 1500—2500 видів, здебільшого трав'яних рослин (наприклад, реп'яшок пряморогий), але з деякими дерев'янистими в'юнкими рослинами (наприклад, ломиніс). Вони поширені у всьому світі. На теренах України зростає 152 види рослин цієї родини, котрі належать до 25 родів.
Деякі більш ранні класифікації включали до жовтецевих рід півонія (Paeonia), але зараз цей рід виділено в іншу родину — півонієві (Paeoniaceae).

## Роди
- Aconitella
- Аконіт (Aconitum)
- Чернець (Actaea)
- Горицвіт (Adonis)
- Анемона (Anemone)
- Anemonopsis
- Орлики (Aquilegia)
- Arcteranthis
- Asteropyrum
- Beckwithia
- Beesia
- Callianthemoides
- Рутовик (Callianthemum)
- Калюжниця (Caltha)
- Реп'яшок (Ceratocephala)
- Блощва (Cimicifuga)
- Ломиніс (Clematis)
- Сокирки (Consolida)
- Coptis
- Дельфіній (Delphinium)
- Dichocarpum
- Enemion
- Eranthis
- Glaucidium
- Halerpestes
- Чемерник (Helleborus)
- Печіночниця (Hepatica)
- Hydrastis
- Рутвичка (Isopyrum)
- Knowltonia
- Krapfia
- Laccopetalum
- Megaleranthis
- Мишачий хвіст (Myosurus)
- Naravelia
- Чорнушка Nigella
- Oxygraphis
- Peltocalathos
- Placospermum
- Psychrophila
- Сон (Pulsatilla)
- Жовтець (Ranunculus)
- Semiaquilegia
- Souliea
- Рутвиця (Thalictrum)
- Trautvetteria
- Купальниця (Trollius)
- Xanthorhiza